# Big K.R.I.T.
Big K.R.I.T., de son vrai nom Justin Scott (né le 26 août 1986 à Meridian, dans le Mississippi), est un rappeur et producteur de musique américain. Il est actuellement membre des labels Cinematic Music Group et Def Jam Recordings.

## Biographie

### Débuts etK.R.I.T. Wuz Here(2005–2010)
K.R.I.T. a composé de nombreuses mixtapes, dont Hood Fame, avec DJ Wally Sparks et The Last King, avec DJ Breakem Off. Il participe également à Pilot Talk, troisième album et premier album chez une major du rappeur Curren$y, et à Kush and Orange Juice du rapper Wiz Khalifa. Il prend initialement le nom de Kritikal, avant de le raccourcir en K.R.I.T. En mai 2010, K.R.I.T. publie une nouvelle mixtape, K.R.I.T. Wuz Here, disponible en téléchargement légal et gratuit. L'opus remporte un franc succès critique, si bien que Sha Money XL, le président de G-Unit Records, qui travaille également avec le label Def Jam Records repère Big K.R.I.T. Scott est instantanément signé sur le label, ce qui lance enfin sa carrière.
Toujours en 2010, Scott participe à un morceau de l'album Pilot Talk du rappeur Curren$y en compagnie de Wiz Khalifa, ce qui lui offre une première reconnaissance nationale. Curren$y l'invite à le suivre sur la tournée The Smoker's Club Tour 2010 aux côtés de Smoke DZA. Scott participe également à la tournée de Wiz Khalifa, le Waken Baken Tour.

### Return of 4EvaetLive from the Underground(2011–2012)
Au début de 2011, il est choisi pour faire la couverture du magazine XXL à l'occasion de la présentation des rappeurs les plus prometteurs de 2011. Il partage la couverture avec notamment Meek Mill, Yelawolf, Mac Miller, Kendrick Lamar ou encore YG. En mars 2011, Big K.R.I.T. publie une nouvelle mixtape très attendue, Return of 4Eva, avec comme invités David Banner, Joi, Big Sant, Chamillionaire, Raheem Devaughn, Ludacris, et Bun B. L'opus reçoit des critiques élogieuses de la part de la presse spécialisée. Cette dernière salue le travail de parolier et de producteur de Scott qu'ils voient comme un successeur des légendes du rap sudiste comme UGK, Outkast et Scarface. Matthew Cole de Slant Magazine ajoute Return of 4Eva dans sa liste des « meilleures mixtapes du mois » et le considère comme « l'album de rap à avoir en 2011,. » Le 20 avril 2011, Tom Breihan de Pitchfork attribue à l'album un 8,2 sur 10.
Le 1er juillet 2011, Big K.R.I.T. annonce le titre de premier album studio, Live from the Underground. Il est initialement prévu pour le 27 septembre 2011. Il est finalement publié le 5 juin 2012. Lors d'un entretien à l'émission de radio de Bootleg Kev le 10 août 2012, il confirme un album collaboratif v avec le rappeur Yelawolf. Big K.R.I.T. collabore avec Ashthon Jones pour son single Mayday extrait de son album Gravity. Gravity reporte le prix de meilleur album gospel aux Grammy Awards de 2013.

### King Remembered In TimeetCadillactica(depuis 2013)
Le 10 janvier 2013, Big K.R.I.T. annonce une nouvelle mixtape sous le titre de King Remembered In Time. Il cite également Mike WiLL Made It à la production pour sa nouvelle mixtape, et son futur album. Il prévient également ne plus participer à la production, comme ses précédentes mixtapes,. Le premier single de la mixtape, Shine On est publié le 21 février 2013. La chanson fait participer Bun B, et K.R.I.T. à la production. K.R.I.T. (King Remembered In Time) est prévu pour le 10 avril 2013. Elle fait notamment participer Wiz Khalifa, Future, Smoke DZA et Trinidad James.
Le 13 juin 2013, lors d'un entretien avec Dead End Hip Hop, Big K.R.I.T. indique que le titre de son deuxième album studio est cité dans son premier opus, Live from the Underground. En août 2013, il annonce à HipHopDX la participation de Chad Hugo des Neptunes, DJ Dahi et Terrace Martin. Le 30 septembre 2013, Big K.R.I.T. annonce le titre de son deuxième album, Cadillactica. En octobre 2013, il explique au magazine XXL que lui, Jim Jonsin, Rico Love, et DJ Toomp seront à la production de l'album. Le 28 avril 2014, il publie le premier single de son deuxième album, Mt. Olympus. Le second single de Cadillatica, Pay Attention, est publié le 25 juillet 2014. Big K.R.I.T. révèle la date de sortie de Cadillactica pour le 11 novembre 2014.

## Discographie

### Albums studio
- 2012 : Live from the Underground
- 2014 : Cadillactica
- 2017 : K.R.I.T 4Eva IS A Mighty Long Time
- 2019 : K.R.I.T TDT
- 2019 : K.R.I.T Iz Here
- 2020 : K.R.I.T Wuz Hère
- 2021 : K.R.I.T Return of 4Eva
- 2021 : K.R.I.T 4Eva N A Day
- 2021 : K.R.I.T It's Better this way
- 2021 : K.R.I.T King Remembered in Time
- 2021 : K.R.I.T a Style not Quite Free
- 2022 : K.R.I.T Digital Roses Don't Die
- 2022 :  K.R.I.T Full Court Press

### Mixtapes
- 2005 : See Me on Top
- 2005 : See Me on Top II
- 2006 : Hood Fame
- 2008 : See Me on Top III
- 2009 : The Last King
- 2009 : K.R.I.T. Wuz Here
- 2011 : Return of 4Eva
- 2011 : Last King 2: God's Machine
- 2012 : 4eva N a Day
- 2013 : King Remembered in Time
- 2014 : See Me on Top IV
- 2015 : It's Better This Way
- 2018 : K.R.I.T THRICE X
- 2018 : K.R.I.T TRIFECTA

### Singles
- 2011 : Country Shit, avec Ludacris et Bun B (Return of 4Eva)
- 2011 : Money on the Floor, avec 8 Ball & MJG et 2 Chainz (Live from the Underground)